# Куєшд (Біхор)
Куєшд (рум. Cuieșd) — село у повіті Біхор в Румунії. Входить до складу комуни Брустурі.
Село розташоване на відстані 418 км на північний захід від Бухареста, 28 км на схід від Ораді, 105 км на захід від Клуж-Напоки.

## Населення
За даними перепису населення 2002 року у селі проживали 519 осіб.
Національний склад населення села:
| Національність | Кількість осіб | Відсоток |
| -------------- | -------------- | -------- |
| румуни         | 432            | 83,2%    |
| цигани         | 63             | 12,1%    |
| словаки        | 22             | 4,2%     |

Рідною мовою назвали:
| Мова      | Кількість осіб | Відсоток |
| --------- | -------------- | -------- |
| румунська | 496            | 95,6%    |
| словацька | 22             | 4,2%     |